# بدري خامنئي
بدري خامنئي (بالفارسية: بدری سادات خامنه‌ای) هي أخت المرشد الأعلى للثورة الإسلامية الحالي علي خامنئي.
في عام 1985، في خضم الحرب العراقية الإيرانية، غادرت إيران مع أطفالها وهربت إلى العراق من أجل الانضمام إلى زوجها، علي طهراني، بعد انفصال دام عام واحد. اعترفت لاحقا بأن الحكومة الإيرانية اعتقلت وأعدمت 20 من أصدقائها. في عام 1995، عادت إلى إيران.
في ديسمبر من عام 2022، وفي خضم الاحتجاجات الإيرانية في تلك الفترة، انتقدت حكم شقيقها ووصفت حكمه بـ «الخلافة الاستبدادية». في رسالة مفتوحة، كانت تأمل بأن يتم الإطاحة بشقيقها، وكتبت: «لم يجلب نظام جمهورية الخميني الإسلامية وعلي خامنئي سوى المعاناة والقمع لإيران والإيرانيين».